# Samuel Turyagyenda
Samuel Turyagyenda é um policia de Uganda, piloto profissional e oficial do exército. Ele atualmente serve como o comandante da Força Aérea na Força de Defesa do Povo de Uganda (UPDF). Ele foi nomeado para essa posição em maio de 2013, tendo sido vice-comandante da Força Aérea de Uganda imediatamente antes de sua nomeação.

## Juventude e formação
Samuel Turyagyenda nasceu no distrito de Rukungiri em 1952. De 1973 até 1976, ele estudou na antiga União Soviética, graduando-se com um Diploma em Aviação Civil Comercial, enquanto membro da Força Policial de Uganda. Em 1986, ele estudou na Líbia, fazendo um Curso de Conversão em helicópteros MI-8 / MI-17. Ele também participou no Curso de Comando Aéreo e Pessoal na Base da Força Aérea Maxwell, em Montgomery, Alabama, Estados Unidos. Mais tarde, ele realizou um curso de refrescamento de helicóptero em Kazan, na Rússia. Ele também participou num curso sobre Rotorcraft Comercial nos Estados Unidos da América, em 1997. Mais tarde ele participou num Curso de Conversão / Transição na Bell Helicopter Training College em Hurst, Texas, Estados Unidos.

## Carreira militar

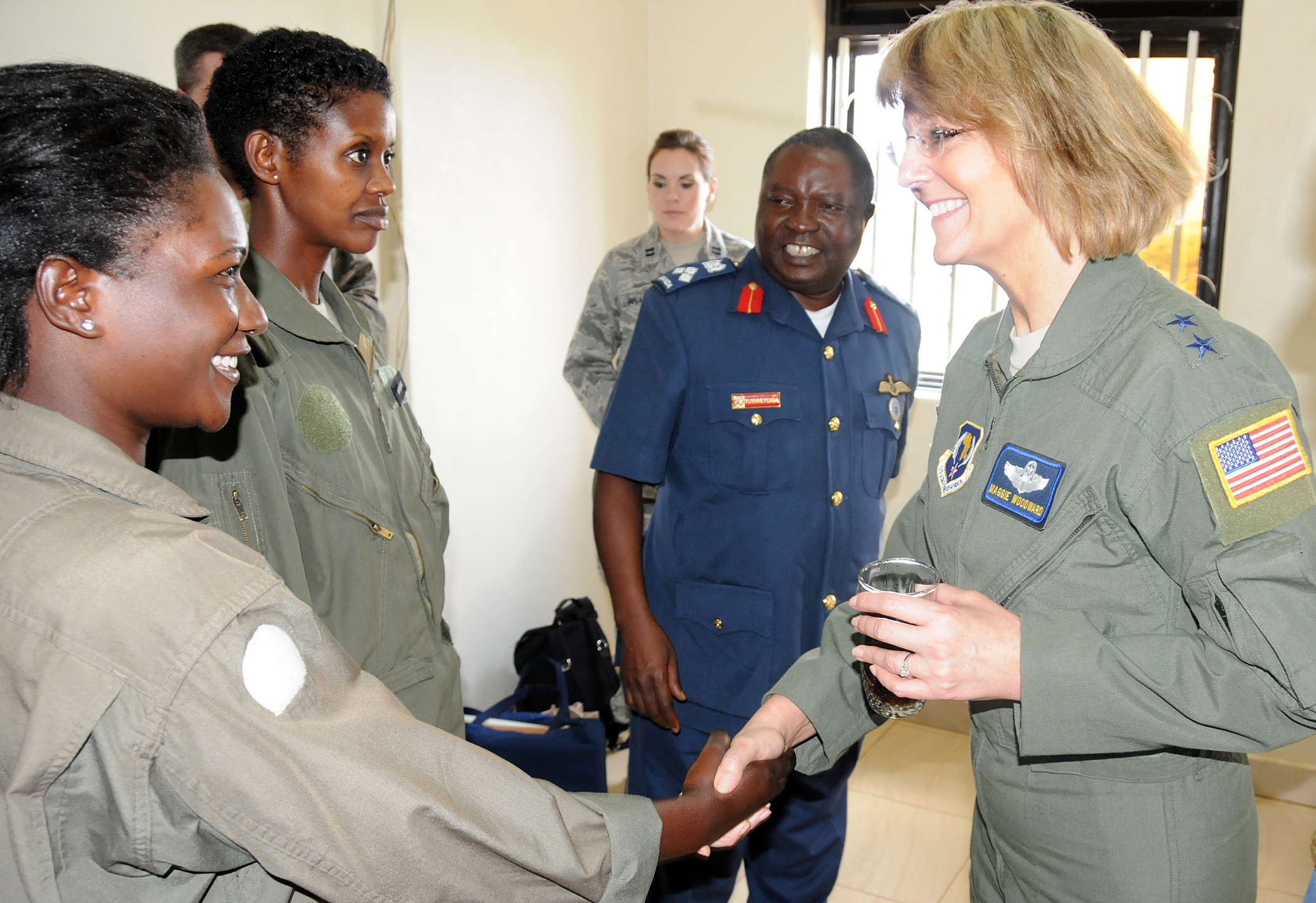
A Comandante das Forças Aéreas da África, Major General Margaret Woodward (à esquerda) encontra os pilotos da Força Aérea de Defesa Popular de Uganda, a Piloto Cadete Carolyne Nanyema (à direita) e a Tenente Naomi Karungi (à direita no centro), enquanto o Vice-Comandante da UPDAF, Brig. O general Samuel Turyagyenda (centro) observa a Base Aérea de Entebbe, Uganda.

Samuel Turyagyenda trabalhou como policial, na Força Policial de Uganda, de 1973 a 1985. Em 1986, ele fez a transição para o Exército de Resistência Nacional (NRA), sem incidentes. No exército de Uganda, ele serviu como Comandante do Esquadrão dos helicópteros MI-17, nas Forças de Defesa Popular de Uganda. Ele, então, se tornou Diretor Interino da Força Aérea de Uganda. Ele foi o Vice-Comandante da Força Aérea no posto de Brigadeiro, imediatamente antes da sua promoção a Major General e nomeação para o seu cargo atual como Comandante da Força Aérea da UPDF e Piloto-Chefe do Helicóptero Presidencial.

## Outras responsabilidades
Turyagyenda é casado e tem seis filhos. Ele é da fé cristã.